# Wojnici
Wojnici (bułg. Войници) – wieś w Bułgarii, w obwodzie Montana, w gminie Montana. Według danych szacunkowych Ujednoliconego Systemu Ewidencji Ludności oraz Usług Administracyjnych dla Ludności, 15 września 2023 roku miejscowość liczyła 81 mieszkańców.